# 詹姆斯·麦卡蒂
詹姆斯·约翰·麦卡蒂（英語：James John McAtee，2002年10月18日—）是一名英格蘭職業足球運動員，司職中場，現效力於英超球會诺丁汉森林，曾效力曼城、谢菲尔德联。他亦曾代表英格蘭青年代表隊參加國際賽。

## 球會生涯
2019年10月29日英格蘭足球聯賽錦標賽對博尔顿的賽事，他首次代表曼城發展隊上場參加職業比賽。2020年11月英格蘭足總青年盃決賽對切尔西，麦卡蒂在比賽中打進一球，助球隊以3-2贏得冠軍 。整個20/21賽季，他共在英格蘭發展聯賽上場23次交出8球9助攻的成績，使球隊贏得聯賽冠軍。
2021年9月21日英格蘭足球聯賽盃對韦康比流浪者的比賽，麦卡蒂以替補身份首次代表曼城一隊上場，球隊最終以6-1大勝。11月21日以3-0擊敗埃弗顿的比賽，他首次在英超上場.。
2022年7月4日，麦卡蒂与曼城队友汤米·多伊尔一同租借加盟英冠球队谢菲联，为期一个赛季。谢菲联晋级到足总杯半决赛对阵曼城，由于英足总比赛规则禁止租借球员对阵母队，因此他与多伊尔无法参加对阵母队的半决赛。 他是球队的一员，帮助谢菲联在英格兰足球冠军联赛中排名第二，仅次于伯恩利，成功晋级英超联赛。
在赛季前准备期间，麦卡蒂返回曼城，并随一线队前往亚洲进行热身赛。2023年8月11日，他在曼城首场英超比赛中替补上场，在第89分钟换下凯尔·沃克，帮助球队战胜伯恩利。8月27日，他在对阵谢菲联的2-1客场胜利中未能上场。五天后，即9月1日，他再次租借加盟谢菲联，为期一个赛季。
2025年1月11日對沙福特城的英格蘭足總盃第三圈賽事，麦卡蒂正選上陣並演出效力球會以來首個帽子戲法，協助球隊於主場大勝對手八比零。

## 國家隊生涯
2019年11月，麦卡蒂首次代表英格蘭U18上場參加對挪威的賽事並打進兩球，賽果為4-4。2021年9月6日，他代表英格蘭U20參加以6-1大勝羅馬尼亞的比賽，並在賽中打進一球。
2022年6月6日，他首次徵召上英格蘭U21，並在6月10日2023年欧洲U-21足球锦标赛資格賽對科索沃的比賽首次上場，最終以5-0大勝。

### 個人生活
麦卡蒂的哥哥约翰·麦卡蒂也是一名足球員，司職前鋒。

## 个人生活
麦卡蒂是前盧頓镇前锋约翰·麦卡蒂的弟弟。 他们来自沃克登。 他们的父亲、祖父和叔祖父都曾是职业橄榄球联盟球员， 足球运动员和教练艾伦·鲍尔老和艾伦·鲍尔小分别是他们的外曾祖父和叔祖父。

## 榮譽
曼城
- 英超冠軍 : 2021–22
- 英格蘭足總青年盃冠軍 : 2019–20[20]
- 歐洲超級盃冠軍：2023[21]